# Maizey
Maizey – miejscowość i gmina we Francji, w regionie Grand Est, w departamencie Moza.
Według danych na rok 1990 gminę zamieszkiwało 179 osób, a gęstość zaludnienia wynosiła 12 osób/km² (wśród 2335 gmin Lotaryngii Maizey plasuje się na 866. miejscu pod względem liczby ludności, natomiast pod względem powierzchni na miejscu 344.).